# Batesimalva
Batesimalva es un género con cinco especies de fanerógamas perteneciente a la familia  Malvaceae. Es originario de Norteamérica, se distribuyen por México. 
Fue descrito por Paul Arnold Fryxell  y publicado en Boletín de la Sociedad Botánica de México  35: 25 - 29, en el año 1975. La especie tipo es Batesimalva violacea (Rose) Fryxell.

## Especies
- Batesimalva killippii
- Batesimalva killipii
- Batesimalva lobata
- Batesimalva pulchella
- Batesimalva violacea